# جيمس تومسون (مخترع)
جيمس تومسون (بالإنجليزية: James Thompson)‏ هو مصمم ورائد أعمال ومخترِع بريطاني، ولد في 1966.